# Edward Victor Luckhoo
Edward Victor Luckhoo; (New Amsterdam, Guayana Británica, 24 de mayo de 1912 – Yorkshire, Inglaterra, 2 de marzo de 1998) fue un político guyanés. 
Gobernador General de Guayana Británica (1965 – 1966) y luego Presidente interino de la República de Guyana (1970).
Nació en el pueblo de New Amsterdam, Guyana, el día 24 de mayo de 1912. Se convirtió en militar y posteriormente en político. Por su prestigio político se convierte en el gobernador de la provincia de Guayana Británica, en 1965 hasta 1966 cuando se declara la independencia del país y se convierte en el primer presidente, papel que desempeñó interinamente en 1970.
Su gobierno cumple desde 1966 hasta 1970. Su gobierno tuvo que hacer frente a la oposición que era el Partido Progresista del Pueblo, haciendo renunciar Luckhoo y se deja en el poder a Presidente Arthur Chung.
Posteriormente Edward Victor Luckhoo pasa sus últimos días en Yorkshire, Inglaterra, donde murió el 2 de marzo de 1998, a la edad de 88 años
| Predecesor: David James Gardiner Rose | Gobernador de Guayana Británica 1969-1970 | Sucesor: - |

- Datos: Q880984